# Gordon Floyd Ferris
Gordon Floyd Ferris (geb. 2. Januar 1893 in Bayard (Kansas); gest. 21. Mai 1958) war ein US-amerikanischer Entomologe und Hochschullehrer an der Stanford University.

## Leben
Ferris’ Vater war Eisenbahner. In seiner Kinderzeit zog seine Familie nach Monticello im Bundesstaat Missouri. Seine Mutter starb bei der Geburt eines weiteren Bruders, als er drei Jahre alt war. Er wuchs daher bei seiner Großmutter väterlicherseits und bei einem Onkel auf einer Farm nahe La Harpe (Kansas) auf. Als er zehn Jahre alt war, starb auch seine Großmutter und sein Vater zog mit Gordons beiden Brüdern nach La Harpe. Sein älterer Bruder Leslie studierte in Ottawa und nahm ihn 13-jährig bei sich auf. Mit Unterstützung seines Bruders und Zeitungsaustragen beendete er die Schule und begann 1909 ein Studium an der Universität Ottawa.
In Ottawa kam er mit der Literatur zur Insektenkunde des Stanforder Professors Vernon Lyman Kellogg in Kontakt, die ihn prägte. Er scheiterte aber im Studium und zog nach Telluride (Colorado), wo sein Bruder Leslie mittlerweile eine Anstellung als Lehrer gefunden hatte. Gordon fand Arbeit beim dortigen Elektrizitätsversorgungsunternehmen. Dieses förderte die Ausbildung seiner Mitarbeiter und versah ihn ab 1912 mit einem Stipendium, so dass er sein Studium an der Stanford University fortsetzen konnte. 1916 erwarb er den Bachelor of Arts, 1918 den Master of Arts. Anschließend wurde er Hochschulassistent für Entomologie an der Stanford University. Er nahm an Exkursionen des Museum of Vertebrate Zoology zur Sammlung von Ektoparasiten bei Säugetieren teil und begann bei Vernon Kellogg mit systematischen Studien über die Echten Tierläuse und mit Rennie Wilbur Doane zu Schildläusen. Er verbrachte 1925 bis 1926 ein Jahr mit einem Guggenheim-Stipendium in Mexiko, 1930 bis 1931 ein Jahr am Molteno Institute an der University of Cambridge in England und 1948 bis 1949 ein Jahr über das Fulbright-Programm in China.
Ferris verfasste 200 wissenschaftliche Arbeiten und Buchbeiträge zur Klassifikation, Ökologie und Morphologie der Insekten. Seine Contributions toward a Monograph of the Sucking Lice erschien zwischen 1920 und 1935 in acht Teilen. Sieben Bände seines Atlas of the Scale Insects of North America und eine Serie von elf Arbeiten namens Contributions to the Knowledge of the Coccoidea (Homoptera) zu Schildläusen sind seine wichtigsten Werke. Seine exzellenten Zeichnungen illustrieren viele seiner Werke. Er begründete die Zeitschrift Microentomology, die sich mit Kleinstinsekten befasste und die er zu 23 Jahrgängen führte.